# Cordón Ferhman
Cordón Ferhman (spanisch, in Argentinien Acantilado Montura ‚Sattelkliff‘) ist eine Gebirgskette an der Fallières-Küste im Grahamland auf der Antarktischen Halbinsel. Am Nordufer des Neny-Fjords erstreckt er sich rund 11 km nordöstlich der Roman Four Promontory.
Chilenische Wissenschaftler benannten ihn nach Óscar Ferhman Schefer, der von 1957 bis 1958 auf der Bernardo-O’Higgins-Station tätig war. Die argentinische Benennung ist deskriptiv.